# Probainognàtids
Els probainognàtids (Probainognathidae) són una família extinta de rèptils mamiferoides de dieta carnívora que visqueren durant el Triàsic superior. Segons la majoria d'autoritats, la família conté dos membres coneguts: Probainognathus, de Sud-amèrica, i Lepagia, d'Europa i una mica més tardà. El clade fou descrit per Romer el 1973. Els probainognàtids estaven relacionats amb els chiniquodòntids.
Ambdós gèneres eren animals petits. Probainognathus, conegut a partir de diversos espècimens, mesurava uns 10 cm de llargada i tenia una anatomia molt similar a la dels mamífers. Les úniques restes que s'han trobat de Lepagia són dents, que s'assemblen particularment a les dents d'altres cinodonts carnívors del Triàsic superior.